# مایکل امینالو
مایکل امینالو (انگلیسی: Michael Emenalo؛ زادهٔ ۴ ژوئیهٔ ۱۹۶۵) یک بازیکن فوتبال اهل نیجریه است.
از باشگاه‌هایی که در آن بازی کرده‌است می‌توان به باشگاه فوتبال سن‌خوزه ارث‌کوئیکز، باشگاه فوتبال نوتس کانتی، و باشگاه فوتبال مکابی تل‌آویو اشاره کرد.
وی همچنین در تیم‌های ملی فوتبال نیجریه نیجر بازی کرده است.